# Octopoteuthis
Az Octopoteuthis a fejlábúak (Cephalopoda) osztályának a kalmárok (Teuthida) rendjébe, ezen belül az Octopoteuthidae családjába tartozó nem.
Családjának a típusneme.

## Rendszerezés
A nembe az alábbi 7-8 faj tartozik:
- Octopoteuthis danae Joubin, 1931
- Octopoteuthis deletron Young, 1972
- Octopoteuthis indica Naef, 1923
- Octopoteuthis megaptera (Verrill, 1885)
- Octopoteuthis nielseni Robson, 1948
- Octopoteuthis rugosa Clarke, 1880
- Octopoteuthis sicula Rüppell, 1844 - típusfaj

- Octopoteuthis longiptera Akimushkin, 1963 - nomen dubium